# Encéphalite limbique
 Mise en garde médicale
L'encéphalite limbique est une forme d'encéphalite, une affection caractérisée par l'inflammation du cerveau. L'encéphalite limbique est provoquée par l'auto-immunité, un état anormal dans lequel l'organisme vivant produit des anticorps contre lui-même. Certains cas sont associés à un cancer, d'autres non. Bien que cette maladie soit qualifiée de « limbique » l'atteinte est rarement limitée au système limbique et les analyses post-mortem montrent habituellement une implication d'autres parties du cerveau,,. L'affection fut décrite pour la première fois par Brierley et al. en 1960 sur une série de trois cas. Le lien avec le cancer a été établi pour la première fois en 1968 et confirmé ultérieurement par les chercheurs.
La majorité des cas d'encéphalite limbique sont associés à une tumeur, diagnostiquée ou non. Dans les cas provoqués par une tumeur le traitement ne peut pas être terminé sans extraction complète de celle-ci ; ce n'est pas toujours possible. Les encéphalites limbiques sont classées selon les anticorps qui causent l'affection. Les plus communément impliqués sont :
- anti-Hu, associés aux cancers bronchopulmonaires à petites cellules ;
- anti-Ma2 (en), associés aux tumeurs testiculaires à cellules germinales ;
- anti-NMDAr, associés avec des tumeurs des ovaires, principalement des tératomes.

Depuis 1999, l'étude d'un cas — un adolescent âgé de 15 ans sud-africain d'ascendance indienne — et d'autres semblables, la perte subaiguë de mémoire secondaire à une encéphalite virale à Herpes virus simplex de type 1, l'encéphalite limbique (EL) non paranéoplasique, son association aux auto-anticorps et la réponse aux corticoïdes ont été décrites,.
L'encéphalite limbique associée aux anticorps anti-canal potassique voltage-dépendant (canaux K+ VD) est fréquemment non paranéoplasique. Une étude récente de 15 cas d'encéphalite limbique montre que l'augmentation des anticorps anti-canaux K+ VD est associée à l'absence de syndrome paranéoplasique et à la rémission après traitement immunosuppresseur.

## Classification
- Encéphalite limbique paranéoplasique (en anglais PNLE : « Paraneoplastic limbic encephalitis »)

## Signes et symptômes
Les premiers symptômes s'installent en quelques jours, quelques semaines. Le développement subaigu de perte de mémoire à court terme est considéré comme la marque de cette maladie,,, mais ce symptôme est souvent négligé, éclipsé par d'autres signes plus évidents tels que maux de tête, irritabilité, troubles du sommeil, délires, hallucinations, agitation, convulsions, crise psychotique, ou parce que les autres symptômes imposent la sédation du patient, rendant impossibles les tests de mémoire chez ce patient sédaté.

## Causes
Causes paranéoplasiques : Elles sont liées à la présence d'une tumeur, souvent encore non diagnostiquée. Le système immunitaire produit alors des anticorps dirigés contre des antigènes tumoraux exprimés aussi dans le cerveau. Ces anticorps (ex. anti-Hu, anti-Ma2) ciblent les neurones et induisent une inflammation cérébrale.
Causes non paranéoplasiques (auto-immunes idiopathiques) : Dans ces cas, aucune tumeur n’est détectée. L’inflammation est causée par des auto-anticorps (ex. anti-NMDAr, anti-VGKC) sans qu’une tumeur ne soit impliquée. Des infections virales antérieures, en particulier l’herpès simplex de type 1, peuvent aussi être un facteur déclencheur par un phénomène de "mimétisme moléculaire".

## Diagnostic
Le diagnostic d'encéphalite limbique est extrêmement difficile à établir ; il est retardé de plusieurs semaines, c'est habituel.
L'examen-clef pour le diagnostic — détection de certains auto-anticorps dans le liquide cérébrospinal — n'est pas systématiquement proposé, et ce dans la plupart des laboratoires d'immunologie. Certains auto-anticorps plus rares — par exemple NMDAr, de l'anglais « N-methyl-D-aspartate receptor » — n'ont pas de kit de dosage disponible dans le commerce, ils ne peuvent être mesurés que dans un très petit nombre de laboratoires spécialisés dans le monde, retardant encore le diagnostic sur des semaines voire des mois. La plupart des patients reçoivent le diagnostic d'encéphalite herpétique (HSV-1 ou HSV-2), les deux syndromes ne pouvant être cliniquement distingués, de même une encéphalite à herpèsvirus humain type 6 (HHV-6).
Il y a deux grilles de critères diagnostiques en usage. La première fut proposée par Gultekin et al. en 2000 :
| Critères de Gultekin |
| --- |
| SOIT une preuve histopathologique d'encéphalite limbique |
| OU l'ensemble de ces quatre éléments : - perte de la mémoire à court terme, convulsions ou symptômes psychiatriques évoquant une implication du système limbique ; - moins de quatre ans séparant l'apparition des symptômes neuropsychiatriques et un diagnostic de cancer ; - exclusion de métastases, infection, troubles métaboliques ou carentiels, accident vasculaire ou effets secondaires indésirables médicamenteux qui pourraient mimer une encéphalite limbique ; - au moins un des critères suivants : - profil inflammatoire de l'analyse du LCS, - hypersignal bilatéral des lobes temporaux à l'IRM FLAIR ou T2, - anomalies focales temporales à l'électroencéphalogramme. |

Une grille de critères révisés a été proposée par Graus et Saiz en 2005 :
| Critères de Graus et Saiz |
| --- |
| Tous les quatre ensemble - apparition subaiguë (en moins de 12 semaines) de crises convulsives, perte de mémoire à court terme, confusion et symptômes psychiatriques ; - signes en histologie neuropathologique ou en imagerie (IRM, SPECT, PET scan) de l'implication du système limbique ; - exclusion des autres causes possibles de dysfonctionnement limbique ; - moins de cinq ans séparant l'apparition des symptômes neuropsychiatriques et un diagnostic de cancer, ou développement des symptômes classiques de dysfonctionnement limbique lié à un anticorps paranéoplasique bien identifié (Hu, Ma2, CV2, amphiphysine, Ri) |

La distinction essentielle des deux grilles de critères diagnostiques réside dans la nécessité ou non de détecter un anticorps paranéoplasique pour porter le diagnostic.

### Anticorps à cible intraneuronale
Anti-Hu, anti-Ma2 (en), anti-CV2 , anti-amphiphysine (en) et anti-Ri sont les principaux anticorps de ce groupe : les anticorps à cible intraneuronale.
Le syndrome encéphalitique à anti-Ma2 peut être confondu cliniquement avec une maladie de Whipple.

### Anticorps à cible membranaire
Les principaux anticorps de ce groupe sont ceux développés contre les récepteurs N-méthyl-D-aspartate (NMDAr) et les canaux potassiques voltage-dépendants (K+ VD, en anglais VGKC : « voltage gate kalium channels »).
Une encéphalite à anticorps antirécepteurs-NMDA est fortement liée à une tumeur bénigne de l'ovaire, généralement un tératome ou un kyste dermoïde.
Le plus souvent, une encéphalite limbique à anticorps anti-VGKC (en) n'est pas associée à une tumeur.
Les patients présentant une encéphalite à anticorps antirécepteurs-NMDA sont fréquemment des jeunes femmes, avec fièvre, maux de tête et fatigue. Ces situations sont souvent initialement confondues avec une grippe, mais évoluent vers des troubles graves du comportement, de la personnalité, des délires, de le paranoïa et des hallucinations. Ainsi les patientes peuvent être initialement admises en service de psychiatrie pour une crise psychotique ou une schizophrénie. La maladie progresse ensuite vers la catatonie, des crises convulsives et la perte de conscience. Les étapes suivantes sont marquées par l'hypoventilation, nécessitant l'intubation, la dyskinésie orofaciale et des troubles dysautonomiques : importantes fluctuations de la pression artérielle, de la température corporelle ou de la fréquence cardiaque.

## Examens complémentaires

### Analyse du liquide cérébrospinal
L'examen du liquide cérébrospinal (LCS) montre une pléïocytose lymphocytaire modérée — augmentation du nombre des lymphocytes le plus souvent inférieure à 100 cellules par microlitre — une hyperprotéinorachie — mais habituellement inférieure à 1,5 g/l — une glycorachie normale, une élévation des IgG et des bandes oligoclonales. Les patients avec une encéphalite à anticorps antirécepteurs potassiques voltage-dépendants (en) peuvent avoir un liquide cérébrospinal totalement normal,,.

### Neuroimagerie

#### IRM cérébrale
L'IRM cérébrale est le pilier des premières investigations, ciblant une atteinte limbique, révélant, dans la plupart des cas, un hypersignal T2 dans l'un ou les deux lobes temporaux,.
L'IRM sériée montre initialement, en cas d'encéphalite limbique (EL), une affection aiguë avec dilatation uni- ou bilatérale des structures mésiotemporales, alors en hypersignal dans les séquences « Fluid attenuation inversion recovery and T2-weighted » : FLAIR ou FLAIR T2. Dilatation et hypersignal peuvent persister pendant des mois, voire des années, mais dans la plupart des cas se met en place progressivement une atrophie mésiotemporale.

#### TEP-TDM
Le PET-CT scan (en), combinant dans un même examen tomographie par émission de positons et scanner à rayons X, n'est pas indispensable mais peut aider en cas de suspicion quand l'IRM est encore non contributive au diagnostic précoce.

### Électrophysiologie neurologique
Dans la plupart des cas l'électroencéphalographie (EEG) n'est pas spécifique, présentant des ralentissements ou une activité épileptiforme en temporal.

## Traitement
L'encéphalite limbique (EL) est une maladie rare : aucun essai clinique randomisé ne vient guider le traitement. Des tentatives thérapeutiques ont utilisé les immunogloblines IV, les plasmaphérèses, les corticoïdes, la cyclophosphamide (Endoxan) et le rituximab (Rituxan).
Si une tumeur associée a été décelée aucune récupération ne peut être espérée avant qu'elle soit retirée ; malheureusement ce n'est pas toujours possible, particulièrement en cas de tumeur cancéreuse avancée.

## Histoire
| Éléments cliniques | Pathologie                  | Année | Syndromes                                                                             |
| Apparition subaiguë de troubles de la mémoire épisodique, désorientation, agitation, généralement associées à des crises d'épilepsie, des hallucinations, des troubles du sommeil | Inflammation mésiotemporale | 1960  | Encéphalite subaiguë de l'adulte avancé en âge, concernant le système limbique        |
| Apparition subaiguë de troubles de la mémoire épisodique, désorientation, agitation, généralement associées à des crises d'épilepsie, des hallucinations, des troubles du sommeil | Inflammation mésiotemporale | 1968  | Association de l'encéphalite limbique au cancer,                                      |
| Apparition subaiguë de troubles de la mémoire épisodique, désorientation, agitation, généralement associées à des crises d'épilepsie, des hallucinations, des troubles du sommeil | Inflammation mésiotemporale | 2008  | Encéphalite limbique paranéoplasique associée au cancer bronchopulmonaire, au thymome |
| Apparition subaiguë de troubles de la mémoire épisodique, désorientation, agitation, généralement associées à des crises d'épilepsie, des hallucinations, des troubles du sommeil | Inflammation mésiotemporale | 2002  | Encéphalite limbique non paranéoplasique                                              |